# Gyohyeon-dong
Gyohyeon-dong (koreanska: 교현동) är en stadsdel i staden Chungju i provinsen Norra Chungcheong i den centrala delen av i Sydkorea, 110 km sydost om huvudstaden Seoul.
Den består av en enda administrativ stadsdel, Gyohyeon 2-dong (교현2동). 